# 查菲 (紐約州)
查菲（英語：Chaffee）是位於美國紐約州伊利縣的非建制地區。

## 歷史
查菲的郵局自1881年營運至今。

## 地理
查菲所處的海拔為高於海平面445米（即1460英呎），而該地所採用的時區為UTC-5，即北美东部时区（EST）。同時該地設有夏令時間，為UTC-5調快一小時，即UTC-4（EDT）。